# Fumina Hisamatsu
Fumina Hisamatsu (久松史奈, Hisamatsu Fumina, née le 6 mars 1971) est une chanteuse pop-rock japonaise qui débute en 1990. Elle sort une douzaine d'albums en solo et autant de singles durant les années 1990, avant de mettre sa carrière en pause en 2000 pour s'installer à Londres où elle forme le groupe no arashi. Après quelques disques, le groupe cesse ses activités en 2006, et elle reprend ses sorties en solo.

## Discographie

### Singles
- LADY BLUE (1990/10/21　BVDR-19)
- FOR MY FRIENDS (1991/1/21　BVDR-28)
- OH MY GOD！ (1991/9/21　BVDR-57)
- ALIVE (1992/6/21　BVDR-104)
- 天使の休息 (1992/11/21　BVDR-137)
- 微笑みながら (1993/5/21　BVDR-173)
- MAYBE (1993/9/22　BVDR-198)
- さよならを教えて (1994/9/21　BVDR-281)
- BABY GIRL (1994/11/23　BVDR-297)
- Wedding Kiss (1995/5/24　BVDR-1030)
- 大っキライだけど愛してる (1995/10/21　BVDR-1061)
- YES MY FRIEND (1996/4/24　BVDR-1098)
- Chance (1996/10/23　BVDR-1122)

### Albums
- FRIENDS　(1991/2/21 BVCR-29)
- CHERRY BOMB　(1991/11/21 BVCR-66)
- AUCTION　(1992/7/1 BVCR-90)
- BIRTH　(1993/2/24 BVCR-605)
- PLEASURE (1993/10/21 BVCR-640)
- BED OF ROSES　(1994/11/2 BVCR-682)
- oasis　(1995/11/21 BVCR-728)
- PRINCESS　(1996/11/21 BVCR-773)
- Small Closet　(1997/5/21 BVCR-1027)　(mini-album)
- I DOLL　(1999/3/25 TECN-30491)
- EGG ON TOAST (2005/12/ CFCD-101)　(mini-album)
- MUSHROOM　(2006/9/9 CFCD-102)　(mini-album)
- Furnish　(2007/7/7)
- Penny Rose (2008/6/14)　(mini-album)

### Compilations
- Best　MAX -BEST COLLECTION-　(1994/2/23 BVCR-653)
- Best　MAX II Re-Mix In London　(1996/6/5　BVCR-750)
- Best　CROSS -ORIGINAL BALLADE COLLECTION (1999/3/25 TECN-30493)
- Best　CROSS -ORIGINAL SINGLE COLLECTION　(1999/3/25 TECN-30492)

### Videos
- SINGLES (VHS/LD)　(1993/8/4 BVVR-46/BVLR-46)
- 新宿鮫 無間人形 (DVD)　(2003/2/21 KWX-49)

## Liens
- (ja) Site officiel